# Chihiro Onitsuka

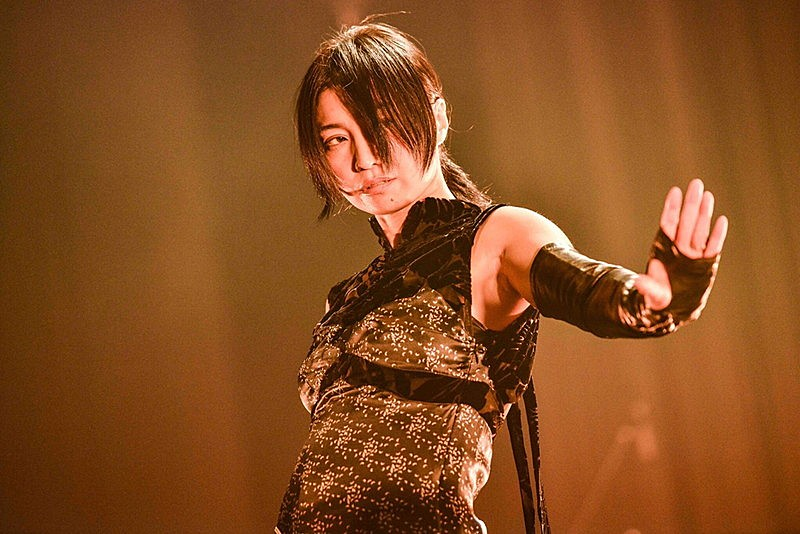
Chihiro Onitsuka (2018)

Chihiro Onitsuka (jap. 鬼束 ちひろ, Onitsuka Chihiro; * 30. Oktober 1980 in Nangō, Präfektur Miyazaki) ist eine japanische J-Pop-Singer-Songwriterin und Pianistin.

## Biografie
Chihiro Onitsuka begeisterte sich schon früh für das Schreiben von Gedichten. Beeinflusst von Alanis Morissette und Jewel Kilchers Musik, fasste sie in der High School den Entschluss, sowohl Sängerin als auch Songwriterin zu werden. Mit etwa 70 Originalkompositionen in der Tasche, zog sie nach Abschluss der Oberschule im Frühling 1999 nach Tokio, um ihre Karriere zu beginnen.
Im Februar 2000 wurde Onitsukas Debüt-Single Shine veröffentlicht. Die folgende Single Gekkō wurde als Theme Song einer TV-Drama-Serie gewählt und machte auf sie aufmerksam. Gekkō blieb ein Langzeit-Bestseller, und andere Veröffentlichungen folgten: im November 2000 die Schnelltempo Single Cage, gefolgt von der vierten Single Memai/Edge im Februar und dem Debüt-Album Insomnia im März 2001, das in der ersten Woche bereits an die Spitze der Original Confidence Album Charts kam. Nach der Veröffentlichung der ersten DVD/Videos Me And My Devil, einer Sammlung ihrer Video Clips, ging Onitsuka auf ihre erste Tour Chihiro Onitsuka Live Tour 2001.
Infection/Little Beat Rifle, die erste Single seit ihrem Debüt-Album, wurde im September veröffentlicht. Die Veröffentlichung der ersten Live DVD/Videos Cradle On My Noise folgte im November 2001. Onitsukas Texte und Musik wurden von der Öffentlichkeit honoriert, als sie beim Japan Record Award (Dezember 2001) den The Best Lyrics Award für Memai und den Rock Album Of The Year Award für das Album Insomnia beim The Japan Gold Disc Award (März 2002) erhielt.
2001 kam Onitsukas Musik auch nach Übersee. Innocence von ihrem ersten Album wurde als Hintergrundmusik der TV-Kampagne für Applied Materials aus Silicon Valley benutzt. Auch ihr Song Rasen wurde im Luc Besson Film Wasabi, mit Jean Reno und Hirosue Ryoko in den Hauptrollen, verwendet.
2002 veröffentlichte Onitsuka ihre sechste Single Ryuuseigun im Februar, gefolgt vom zweiten Album This Armor am 6. März und einer zweiten Live Tour Chihiro Onitsuka Live Vibe 2002.
Anfang September 2003 nahm die Künstlerin ihre Oktober Single Ii Hi Tabidachi, Nishi e, auf, welche das Cover eines Songs aus dem Jahre 1978 ist, welcher als Theme für die japanische Eisenbahn Kampagne Discover the West benutzt wurde. Sie nahm diesen Song auf, bevor sie wegen einer Halsoperation eine Pause einlegen musste.
Anfang 2004 veröffentlichte Toshiba EMI (jetzt EMI Music Japan) eine Single Box gegen den Willen Onitsukas. Das ärgerte sie derart, dass sie Toshiba verließ und einen Vertrag als Künstler bei Universal Music unterschrieb, wo sie viel mehr Freiheit bei ihrer Arbeit bekam. Sie veröffentlichte die Single Sodatsu Zassō (育つ雑草), welche einen großen Wechsel von ihrem Folk-Pop Stil zum Rock bedeutete. Vor ihrer Veröffentlichung hielt sie ein Konzert, in welchem sie diesen Song und ein Nirvana-Cover aufführte. Da sie damals keine Pause angekündigt hatte, wunderten sich ihre Fans wegen ausbleibender neuer Veröffentlichungen. Später erklärte sie, aufgrund des enormen Zeitdrucks einfach müde gewesen zu sein.
Onitsuka begann ihr volles Comeback in die Musikindustrie 2007 mit einer Live Performance am 17. März bei AP BANG! Toky Kankyo Kaigi, Studio Coast, Tokyo und kündigte ihre Pläne an, ein Comeback-Album zu veröffentlichen und eine Konzerttour zu unternehmen. Ihre erste Single hieß Everyhome, welche am 30. Mai veröffentlicht wurde. Sie erreichte Platz 9 der Oricon Weekly Charts.
Obwohl Onitsuka nun bei einem anderen Label ist, veröffentlicht Toshia EMI noch immer ihre Musik, für die sie Rechte besitzen, in Form von DVDs und Single-Sammlungen.
Chihiro Onitsukas letzte Single bokura barairo no hibi erreichte Platz 13 der Oricon Top 100 Charts.

## Diskografie

### Studioalben
| Jahr | Titel                                   | Höchstplatzierung, Gesamtwochen, AuszeichnungChartsChartplatzierungen (Jahr, Titel, Platzierungen, Wochen, Auszeichnungen, Anmerkungen) | Anmerkungen                              |
| Jahr | Titel                                   | JP | Anmerkungen                              |
| ---- | --------------------------------------- | --- | ---------------------------------------- |
| 2001 | Insomnia                                | JP1 ×3Dreifachplatin · (86 Wo.)JP | Erstveröffentlichung: 7. März 2001       |
| 2002 | This Armor                              | JP3 Platin · (25 Wo.)JP | Erstveröffentlichung: 6. März 2002       |
| 2002 | Sugar High                              | JP2 Gold · (15 Wo.)JP | Erstveröffentlichung: 11. Dezember 2002  |
| 2007 | Las Vegas                               | JP6 (7 Wo.)JP | Erstveröffentlichung: 31. Oktober 2007   |
| 2009 | Dorothy                                 | JP10 (7 Wo.)JP | Erstveröffentlichung: 28. Oktober 2009   |
| 2011 | Ken to Kaede (剣と楓) Blades and Maples | JP16 (5 Wo.)JP | Erstveröffentlichung: 16. April 2011     |
| 2014 | Tricky Sisters Magic Burger             | JP62 (1 Wo.)JP | Erstveröffentlichung: 24. September 2014 |
| 2017 | Syndrome                                | JP15 (9 Wo.)JP | Erstveröffentlichung: 1. Februar 2017    |
| 2020 | Hysteria                                | JP25 (3 Wo.)JP | Erstveröffentlichung: 25. November 2020  |

### Kompilationen
| Jahr | Titel                                              | Höchstplatzierung, Gesamtwochen, AuszeichnungChartsChartplatzierungen (Jahr, Titel, Platzierungen, Wochen, Auszeichnungen, Anmerkungen) | Anmerkungen                             |
| Jahr | Titel                                              | JP | Anmerkungen                             |
| ---- | -------------------------------------------------- | --- | --------------------------------------- |
| 2004 | The Ultimate Collection                            | JP3 Platin · (23 Wo.)JP | Erstveröffentlichung: 1. Dezember 2004  |
| 2005 | Singles 2000–2003                                  | JP7 (11 Wo.)JP | Erstveröffentlichung: 7. September 2005 |
| 2010 | One Of Pillars: Best Of Chihiro Onitsuka 2000–2010 | JP13 (8 Wo.)JP | Erstveröffentlichung: 28. April 2010    |
| 2013 | Good Bye Train: All Time Best 2000–2013            | JP68 (4 Wo.)JP | Erstveröffentlichung: 18. Dezember 2013 |
| 2020 | Requiem and Silence                                | JP12 (7 Wo.)JP | Erstveröffentlichung: 20. Februar 2020  |

### Livealben
| Jahr | Titel        | Höchstplatzierung, Gesamtwochen, AuszeichnungChartsChartplatzierungen (Jahr, Titel, Platzierungen, Wochen, Auszeichnungen, Anmerkungen) | Anmerkungen                         |
| Jahr | Titel        | JP | Anmerkungen                         |
| ---- | ------------ | --- | ----------------------------------- |
| 2017 | Tiny Screams | JP22 (5 Wo.)JP | Erstveröffentlichung: 21. Juni 2017 |

### Coveralben
| Jahr | Titel             | Höchstplatzierung, Gesamtwochen, AuszeichnungChartsChartplatzierungen (Jahr, Titel, Platzierungen, Wochen, Auszeichnungen, Anmerkungen) | Anmerkungen                        |
| Jahr | Titel             | JP | Anmerkungen                        |
| ---- | ----------------- | --- | ---------------------------------- |
| 2012 | Famous Microphone | JP34 (4 Wo.)JP | Erstveröffentlichung: 30. Mai 2012 |

### Singles
| Jahr | Titel Album                                                                                 | Höchstplatzierung, Gesamtwochen, AuszeichnungChartsChartplatzierungen (Jahr, Titel, Album, Platzierungen, Wochen, Auszeichnungen, Anmerkungen) | Anmerkungen                              |
| Jahr | Titel Album                                                                                 | JP | Anmerkungen                              |
| ---- | ------------------------------------------------------------------------------------------- | --- | ---------------------------------------- |
| 2000 | Shine Insomnia                                                                              | — | Erstveröffentlichung: 9. Februar 2000    |
| 2000 | Gekkō (Mondlicht) Insomnia                                                                  | JP11 ×2Platin + Doppelplatin (Digital) · (38 Wo.)JP                                                                                            | Erstveröffentlichung: 9. August 2000     |
| 2000 | Cage Insomnia                                                                               | JP15 (11 Wo.)JP | Erstveröffentlichung: 8. November 2000   |
| 2001 | Memai / Edge (Schwindelgefühl) Insomnia                                                     | JP6 Gold · (11 Wo.)JP | Erstveröffentlichung: 10. Februar 2001   |
| 2001 | Infection / Little Beat Rifle This Armor                                                    | JP5 Gold · (9 Wo.)JP | Erstveröffentlichung: 7. September 2001  |
| 2002 | Ryūseigun (Meteorschwarm) This Armor                                                        | JP7 Gold + Gold (Digital) · (8 Wo.)JP | Erstveröffentlichung: 6. Februar 2002    |
| 2003 | Sign Singles 2000–2003                                                                      | JP4 Gold · (9 Wo.)JP | Erstveröffentlichung: 21. Mai 2003       |
| 2003 | Beautiful Fighter Singles 2000–2003                                                         | JP9 Gold · (6 Wo.)JP | Erstveröffentlichung: 20. August 2003    |
| 2003 | Ii Hi Tabidachi, Nishi e (An einem schönen Tag fahre ich Richtung Westen) Singles 2000–2003 | JP4 Gold · (17 Wo.)JP | Erstveröffentlichung: 29. Oktober 2003   |
| 2003 | Watashi to Waltz o (Walzer mit mir) Singles 2000–2003                                       | JP8 Gold + Gold (Digital) · (12 Wo.)JP | Erstveröffentlichung: 27. November 2003  |
| 2004 | Sodatsu Zassō (Wachsendes Unkraut) –                                                        | JP10 (4 Wo.)JP | Erstveröffentlichung: 27. Oktober 2004   |
| 2007 | Everyhome Las Vegas                                                                         | JP9 (6 Wo.)JP | Erstveröffentlichung: 30. Mai 2007       |
| 2007 | Bokura Barairo no Hibi (Unsere rosigen Tage) Las Vegas                                      | JP13 (6 Wo.)JP | Erstveröffentlichung: 19. September 2007 |
| 2008 | Hotaru (Glühwürmchen) Dorothy                                                               | JP11 (7 Wo.)JP | Erstveröffentlichung: 6. August 2008     |
| 2009 | X / Last Melody Dorothy                                                                     | JP11 (4 Wo.)JP | Erstveröffentlichung: 20. Mai 2009       |
| 2009 | Kaerimichi wo Nakushite (Ich verlor meinen Heimweg) Dorothy                                 | JP13 (4 Wo.)JP | Erstveröffentlichung: 22. Juli 2009      |
| 2009 | Kagerō (Flimmernde Luft) Dorothy                                                            | JP13 (4 Wo.)JP | Erstveröffentlichung: 2. September 2009  |
| 2011 | Aoi Tori (Blauer Vogel) Ken to Kaede                                                        | JP25 (3 Wo.)JP | Erstveröffentlichung: 6. April 2011      |
| 2013 | Itazura Pierrot (Boshafter Clown) Good Bye Train                                            | — | Erstveröffentlichung: 8. Mai 2013        |
| 2013 | This Silence Is Mine / Anata to Science – / Tricky Sisters Magic Burger                     | JP36 (2 Wo.)JP | Erstveröffentlichung: 18. Dezember 2013  |
| 2016 | Good Bye My Love Syndrome                                                                   | JP35 (3 Wo.)JP | Erstveröffentlichung: 2. November 2016   |
| 2018 | Hinagiku Requiem and Silence                                                                | JP35 (2 Wo.)JP | Erstveröffentlichung: 22. August 2018    |
| 2021 | Slow Dance –                                                                                | JP77 (2 Wo.)JP | Erstveröffentlichung: 24. Februar 2021   |

Weitere Singles
- 2016: 月光 (JP: Gold (Streaming))

### Videoalben
| Jahr | Titel                                                | Höchstplatzierung, Gesamtwochen, AuszeichnungChartsChartplatzierungen (Jahr, Titel, Platzierungen, Wochen, Auszeichnungen, Anmerkungen) | Anmerkungen                             |
| Jahr | Titel                                                | JP | Anmerkungen                             |
| ---- | ---------------------------------------------------- | --- | --------------------------------------- |
| 2001 | Me And My Devil                                      | JP2 (6 Wo.)JP | Erstveröffentlichung: 11. April 2001    |
| 2001 | Cradle On My Noise Live: Live Insomnia Video Edition | JP3 (2 Wo.)JP | Erstveröffentlichung: 7. November 2001  |
| 2002 | Princess Believer                                    | JP12 (2 Wo.)JP | Erstveröffentlichung: 11. Dezember 2002 |
| 2003 | Ultimate Crash ’02 Live At Budokan                   | JP9 (8 Wo.)JP | Erstveröffentlichung: 21. Mai 2003      |
| 2004 | The Complete Clips                                   | JP9 (8 Wo.)JP | Erstveröffentlichung: 1. Dezember 2004  |
| 2008 | Nine Dirts And Snow White Flickers                   | JP11 (6 Wo.)JP | Erstveröffentlichung: 6. August 2008    |
| 2010 | Hard Red Fantasia                                    | JP53 (1 Wo.)JP | Erstveröffentlichung: 30. Juni 2010     |
| 2012 | Hotel Murdress Of Arizona My Gun                     | JP26 (1 Wo.)JP | Erstveröffentlichung: 14. März 2012     |
| 2017 | Endless Lesson                                       | JP43 (1 Wo.)JP | Erstveröffentlichung: 29. November 2017 |
| 2019 | Hush Hush Loud                                       | JP62 (1 Wo.)JP | Erstveröffentlichung: 20. März 2019     |
| 2021 | Living With a Ghost                                  | JP48 (1 Wo.)JP | Erstveröffentlichung: 26. Mai 2021      |